# Kip Male sirene u Kopenhagenu
Kip Male sirene u Kopenhagenu (dan. Den lille Havfrue) brončani je kip Edvarda Eriksena, koji prikazuje sirenu koja postaje čovjek. Kip je izložen na stijeni pored vode na šetalištu Langelinie u Kopenhagenu u Danskoj. Visok je 1,25 m i teška 175 kg. Nastao je na temelju bajke "Mala sirena" danskog pisca Hansa Christiana Andersena.
Sirena je među kultnim kipovima koji simboliziraju gradove; drugi su: Manneken Pis u Bruxellesu, Kip slobode u New Yorku i Kip Krista Iskupitelja u Rio de Janeiru. U nekoliko slučajeva gradovi su naručili kipove za takve svrhe, poput singapurskog Merliona.
Kip je 1909. naručio Carl Jacobsen, sin osnivača Carlsberga, koji je bio fasciniran bajkovitim baletom u Kraljevskom kazalištu u Kopenhagenu te je zamolio balerinu Ellen Price da pozira za kip. Kipar Edvard Eriksen načinio je brončani kip, koji je otkriven 23. kolovoza 1913. Glava kipa rađena je po uzoru na Ellen Price, za tijelo je pozirala kipareva supruga Elin Eriksen.
Gradsko vijeće Kopenhagena organiziralo je da se kip premjesti u Šangaj u Danski paviljon za vrijeme trajanja Expo 2010 (od svibnja do listopada), što je prvi put da je službeno premješten sa svog sjedišta otkako je postavljen gotovo stoljeće ranije. Dok je kip bio u Šangaju, autorizirana kopija bila je izložena na stijeni pored jezera u obližnjem vrtu Tivoli u Kopenhagenu. Dužnosnici Kopenhagena razmatrali su pomicanje kipa nekoliko metara u luku kako bi obeshrabrili vandalizam i spriječili turiste da se popnu na njega, ali od svibnja 2014. kip je ostao na kopnu na obali u Langelinieu.

## Galerija
- Glumica Ellen Price u baletu "Mala sirena"
- Odbor za postavljanje kipa 1913. godine.
- Sličan kip u Vancouveru.